# Теория многократного наложения конечных деформаций
Тео́рия многокра́тного наложе́ния коне́чных деформа́ций — это раздел механики деформируемого твердого тела, предназначенный для моделирования деформации тел в несколько этапов, когда на каждом этапе в теле возникают конечные (большие) деформации. Теория многократного наложения конечных деформаций была разработана в 1970—1980-х годах.
Причинами деформирования тела на каждом этапе могут быть, например, следующие:
- приложение внешних нагрузок к телу[5];
- удаление части (частей) тела[6][7];
- присоединение к телу новой части (частей)[8][9][10];
- изменение механических свойств материала тела или его части (частей)[11], в том числе в результате твердотельных фазовых переходов[12][13][14];
- вязкоупругие процессы, протекающие в материале тела[15][16];
- тепловые или электромагнитные воздействия[17];
- химические реакции[18][19].

Теория многократного наложения конечных деформаций может быть полезна, например, при моделировании таких явлений и процессов, как возникновение и рост трещин, рост биологических тканей, эволюция горных пород. Теория может быть также применена для прочностных расчетов изделий аддитивного производства, в резиновой и шинной промышленности, в горнодобывающей промышленности. Эта теория может быть полезна также при моделировании остаточных напряжений при конечных деформациях.
Теория многократного наложения конечных деформаций является обобщением теории наложения малых деформаций на конечные. В рамках теории наложения малых деформаций на конечные дополнительные деформации на втором и последующих этапах деформирования считаются малыми.